# Irañeta
Irañeta – gmina w Hiszpanii, w Nawarze, o powierzchni 8,52 km². W 2011 roku gmina liczyła 166 mieszkańców.